# Bom Jesus (Río Grande del Sur)
Bom Jesus es un municipio brasileño situado en el estado de Rio Grande do Sul. Tiene una población estimada, en 2021, de 11 270 habitantes.
Está ubicado a una latitud de 28º40'09" Sur y una longitud de 50º26'05" Oeste. La altitud en la plaza central es de 1054 metros sobre el nivel del mar.
Ocupa una superficie de 2622.84 km².

## Historia
Toda la extensión del municipio estaba originalmente habitada por indígenas.
Más tarde llegaron los primeros pioneros de São Paulo y los arrieros de Sorocaba, que buscaban no solo ganado, sino también mejores rutas entre São Paulo y Colonia del Sacramento. Muchos de estos pioneros se establecieron con granjas de cría.
En 1808 fueron creados los primeros cuatro municipios de Rio Grande do Sul. Uno de ellos era Santo Antônio da Patrulha, que incluía la región de Campos de Cima da Serra, donde está ubicado Bom Jesus. Con la emancipación de Vacaria, Bom Jesus pasó a formar parte de este municipio como el Tercer Distrito.
Entre los factores que molestaban a los habitantes del Tercer Distrito estaba la distancia a la sede de Vacaria, que les dificultaba recibir asistencia espiritual, así como los impuestos para el mejoramiento de las vías, que se realizaba lejos de la zona donde residían. Esto los llevó a pedir la emancipación, que finalmente obtuvieron el 16 de julio de 1913.